# 大物站

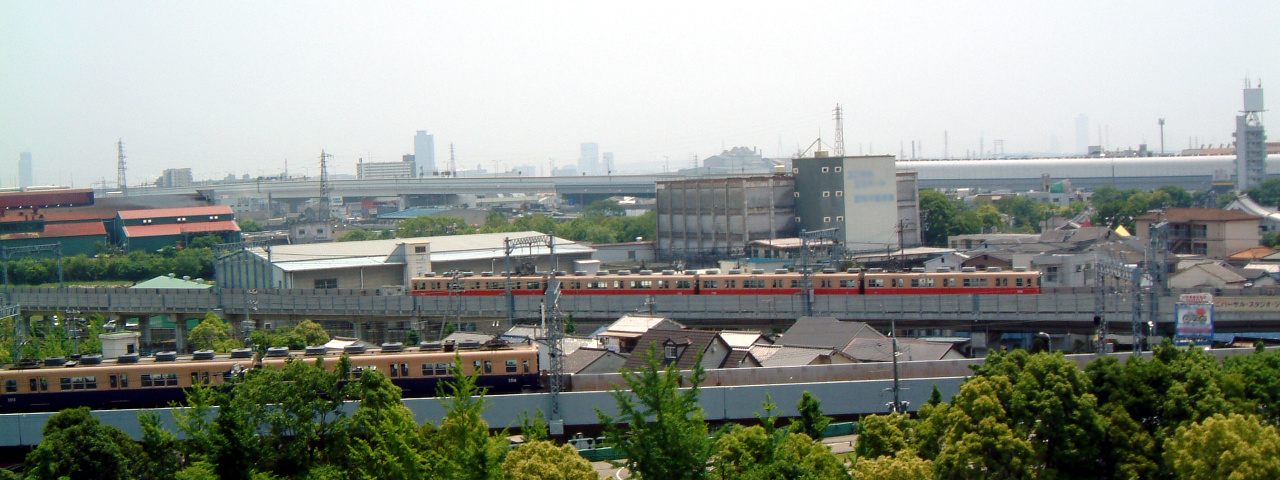
大物站東邊的高架橋（2006年5月24日）
本線（前方）與西大阪線（後方）在此站至尼崎站之間並行，並在此站分支。

大物站（日语：／ Daimotsu eki */?）是位於兵庫縣尼崎市大物町，屬於阪神電氣鐵道本線和難波線的車站。車站編號為「HS08」。

## 歷史
- 1905年（明治38年）4月12日 - 阪神本線開通，此站也同時啟用[1]。
- 1924年（大正13年）1月20日 - 傳法線（現時為阪神難波線）啟用[1]。
- 1964年（昭和39年）5月20日 - 傳法線改名為西大阪線[1]。
- 1978年（昭和53年）3月26日 - 車站高架化。
- 2003年（平成15年）7月26日 - 隨著開展尼崎站改善工程，西大阪線尼崎站至此站之間臨時改為單線。
- 2008年（平成20年）12月20日 - 隨著尼崎駅改善工程取得進展，西大阪線尼崎站至此站之間回復雙線。
- 2009年（平成21年）3月20日 - 西大阪線改名為阪神難波線[1]。
- 2012年（平成24年）3月20日 - 平日日間快速急行班次不再停靠此站[2]。
- 2014年（平成26年）4月1日 - 引入車站編號[3][4]。

## 車站構造
車站是一座高架車站，設有3面4線的混合式月台。阪神難波線由於近尼崎站一方設有連接尼崎車廠的路軌，因此不能分類為停留所。在本線方面，由於設有轉轍器和絶對信號機，被定義為停留所。2樓為閘口層和車站大堂，3樓為月台層。車站只有一處閘口。本線月台是建在彎位上。

### 月台
| 月台 | 路線       | 上下行 | 方向                               |
| ---- | ---------- | ------ | ---------------------------------- |
| 1    | 本線       | 上行   | 野田、大阪（梅田）方向             |
| 2    | 本線       | 下行   | 尼崎、神戶（三宮）、明石、姬路方向 |
| 3    | 阪神難波線 | 上行   | 西九條、圓頂前、難波、奈良方向     |
| 4    | 阪神難波線 | 下行   | 尼崎、神戶（三宮）、明石、姬路方向 |

1、2號月台為本線，3、4號月台為阪神難波線月台。由於2、3號月台為島式月台，因此梅田方向的列車只需要跨月台便可轉乘前往難波、奈良方向的列車。
1號月台全長100米，現時只有4卡編成的阪神車廂停靠。2、3、4號月台全長130米，可容納6卡阪神19米級車廂和6卡近畿日本鐵道21米級車廂。
隨著尼崎站改善工程進行，西大阪線（現時為阪神難波）有一段時間為單線，當時只使用上行線路軌（2003年7月26日 - 2004年3月26日、2008年2月2日 - 同年12月19日），西大阪線的上下行列車均使用3號月台。
本線路軌在此站是位於彎位上，因此路軌以超高設計。月台與列車之間的空隙也較寬。列車通過速度限制於105 km/h。

## 使用狀況
在2018年度，1日平均上下車人次為7,960人。
以下為各年度1日平均乘車、上下車人次列表。
| 年度   | 1日平均 上下車人次 | 1日平均 乘車人次 | 參考資料 |
| ------ | ------------------ | ---------------- | -------- |
| 2001年 | 10,009             | 5,007            | [ 6 ]    |
| 2002年 | 9,919              | 4,947            | [ 6 ]    |
| 2003年 | 9,790              | 4,932            | [ 6 ]    |
| 2004年 | 9,444              | 4,728            | [ 6 ]    |
| 2005年 | 9,516              | 4,521            | [ 6 ]    |
| 2006年 | 8,641              | 4,341            | [ 7 ]    |
| 2007年 | 8,731              | 4,377            | [ 8 ]    |
| 2008年 | 8,427              | 4,225            | [ 9 ]    |
| 2009年 | 8,557              | 4,260            | [ 10 ]   |
| 2010年 | 8,648              | 4,348            | [ 11 ]   |
| 2011年 | 8,623              | 4,337            | [ 12 ]   |
| 2012年 | 9,269              | 4,611            | [ 13 ]   |
| 2013年 | 9,690              | 4,838            | [ 14 ]   |
| 2014年 | 9,731              | 4,856            | [ 15 ]   |
| 2015年 | 9,715              | 4,849            | [ 16 ]   |
| 2016年 | 7,908              | 3,949            | [ 17 ]   |
| 2017年 | 7,643              | 3,814            | [ 18 ]   |
| 2018年 | 7,960              | 3,986            | [ 19 ]   |

## 車站周邊
交通
- 國道2號
- 國道43號
- 福知山線南面部分 - 通稱「尼崎港支線」的路線遺址。其路線終點站尼崎港站位於此站南邊5分鐘步行距離。

公共設施
- 大物公園 - 設有D51形蒸氣機車展示。
- 尼崎大物醫院（日语：尼崎だいもつ病院） - 前身為兵庫縣立尼崎醫院（日语：兵庫県立尼崎病院）。
- 小田南公園 - 設有射燈設置的軟式棒球場公園。
- 尼崎市立產業鄉土會館
- 尼崎市東部第二淨化中心

教育設施
- 關西保育福祉專門學校
- 慈愛保育園
- 枳幼稚園

法人等
- 大物主神社（日语：大物主神社）[1]
- 西教寺
- 阪神Riding學校  - 電單車專門學校。
- 日鐵住金鋼板（日语：日鉄住金鋼板）（前・大同鋼板） - 西日本製造所尼崎地區
- UNITIKA（日语：ユニチカ）紀念館[1]。
- 高岡巧克力 - 位於車站南邊的巧克力工場。
- 阪神電氣鐵道 大物變電站

商店等
- 尼崎大物郵局
- 尼崎郵局（日语：尼崎郵便局）
- MaxValu（日语：マックスバリュ） Express大物店 - 位於車站高架橋底。

## 巴士路線
距離車站最近的巴士站為東大物町1丁目和阪神大物。設有以下巴士路線，均由阪神巴士（尼崎市內線）營運。
- 51號 - 前往阪神杭瀬、JR尼崎（南）（只停東大物町1丁目）
- 52號 - 前往Cosmo工業團地前、JR尼崎（南）

## 相鄰車站
阪神電氣鐵道
 本線
■■直通特急、■特急、■區間特急、■急行、■區間急行
通過
■普通
杭瀨（HS 07）－大物（HS 08）－尼崎（HS 09）
 阪神難波線
■快速急行
通過
■普通
尼崎（HS 09）－大物（HS 10）－出來島（HS 49）

## 注腳

## 外部連結
- 大物（路線圖、車站資訊） - 阪神電氣鐵道